# Công quốc Swabia
Công quốc Swabia (tiếng Latinh: Ducatus Suebiae), hay Công quốc Schwaben tiếng Đức: Herzogtum Schwaben), là một trong năm Công quốc gốc của Vương quốc Đức thời Trung cổ. Nó thành lập vào thế kỷ thứ X ở khu vực phía tây nam, nơi đã được các bộ lạc người Alemanni định cư ở Hậu kỳ cổ đại.
Trong khi khu vực lịch sử của Swabia được đặt theo tên của Suebi, vốn là tên của một nhóm lớn các dân tộc Đức gốc từ vùng Sông Elbe, vùng lãnh thổ này nằm trong góc giữa các sông Rhine và sông Danube, nhưng trên thực tế thì lãnh thổ của công quốc Swabia rộng lớn hơn nhiều, trải dài từ dãy núi Alsatian Vosges ở phía tây đến hữu ngạn của Sông Lech ở phía đông và đến Chiavenna (Kleven) và đèo Gotthard ở phía nam. Tên của công quốc lớn hơn thường được sử dụng thay thế cho Alamannia trong thời Trung kỳ Trung cổ, cho đến khoảng thế kỷ XI, khi thuật ngữ Swabia bắt đầu thịnh hành.
Công quốc Swabia được hành cung bá tước Erchanger thuộc gia tộc Ahalolfing tuyên bố chủ quyền vào năm 915. Ông đã liên minh với đối thủ của mình là Burchard II thuộc gia tộc Hunfriding và đánh bại Vua Conrad I của Đức trong một trận chiến tại Wahlwies. Gia tộc đáng chú ý nhất nắm giữ Swabia là Hohenstaufen, người đã nắm giữ nó, với một thời gian ngắn bị gián đoạn, từ năm 1079 đến năm 1268. Trong phần lớn thời kỳ này, Hohenstaufen cũng được bầu làm Hoàng đế La Mã Thần thánh.
Sau cuộc đấu tranh kéo dài hàng thế kỷ với Nhà Zähringen, Bá quốc Baden tự tách ra khỏi công quốc Swabia vào thế kỷ XII. Công quốc còn lại tồn tại cho đến năm 1268, kết thúc bằng việc hành quyết công tước cuối cùng là Conradin của gia tộc Hohenstaufen. Bá tước Rudolf của Habsburg, được bầu làm Vua La Mã Đức vào năm 1273, đã cố gắng phục hồi tước hiệu công tước Swabian, ban nó cho con trai út của mình, sau này là Công tước Rudolf II của Áo, người đã truyền nó cho con trai ông là John Parricida. John chết mà không có người thừa kế, vào năm 1312 hoặc 1313, đánh dấu sự kết thúc của tước hiệu "Công tước xứ Swabia".